# らくらくホン6
らくらくホン6（らくらくホン シックス）は、富士通が開発した、NTTドコモの第三世代携帯電話 (FOMA) 端末。らくらくホンシリーズの端末で、正式な型番はF-10A（エフ いち ゼロ エー）である。本機から「らくらくホン」の世代のナンバリング表記がローマ数字からアラビア数字に変わったため、「らくらくホンVI」ではない。

## 概要
らくらくホンVの後継機にあたる、らくらくホンシリーズのスタンダードモデルである。前機種との大きな変化は、防水・防塵対応、ワンセグ搭載、メインカメラの画素数アップ、電子コンパス機能搭載の4点である。
富士通では、これまでにも防水携帯電話を製品化してきたが、本機は、らくらくホンシリーズとしては初めてIPX5/IPX7等級の防水に対応している。さらに、富士通独自の防水試験により真水だけでなく、従来の防水携帯電話では対応できなかった海水や清涼飲料水からの防水も想定されている。また、一般の個人ユーザー向け携帯電話としては非常に珍しい、IP5X等級の防塵性能を持っている。これは、粒径25μm以下の塵埃が入った装置に8時間入れて取り出した時に電話機としての機能を保持する能力にあたる。このため、泥に対する耐久性もある程度有している。このため、万が一、海水や清涼飲料水にかかった場合や泥がかかった場合でも、弱めに流した水道水に当てながら手で洗い流すことができる。
また、「スーパーはっきりボイス」は2から3になり、相手の音声の音域毎に補正ができるようになったほか、送られてきたメールの添付画像を自動で待受画面に設定される「おまかせランダム待受」が追加された。あらかじめ設定しておけば、最大20枚の画像を開閉するごとにランダムで切り替わる。らくらくホンVから搭載されている端末開閉時の「オープンアシスト」機能は、閉じる途中で止められるように改良された。
メインカメラは、らくらくホンVの200万画素CMOSから、らくらくホンプレミアムなどと同じ320万画素CMOSになった。カメラ機能も強化されており、ボタン一つで焦点合わせと撮影ができる「おまかせオートフォーカス」や、最大12倍のデジタルズームにより、虫眼鏡のようにカメラを利用する「拡大鏡」機能が使用できる。
らくらくホンシリーズでは、らくらくホンプレミアムに次いで2例目となる、ワンセグが搭載された。通常時には連続270分、省電力モード時には320分の視聴が可能である。録画機能は非対応となっている。また、字幕フォントはユニバーサルデザイン書体の「Uni-Type」を採用し、画面を左右に傾けるだけで画面の向きやカーソルキーが回転する「おまかせ画面切り替え」も搭載している。
活動量計が加わり、日常の運動強度や活動量までリアルタイムで表示できるほか、瞬発的な運動の強さを示すMETs（メッツ）の測定計も加わった。
搭載の地図アプリは、進行方向が常に上向きになる「おまかせ地図回転」を採用しており、また、F-09Aでも採用された地磁気センサーによる電子コンパスが搭載されており、内蔵のiアプリで方位の表示ができる。
省電力モードも搭載され、前述のワンセグの連続視聴時間を伸ばすほか、連続待受時間を通常時の500時間から720時間へと伸ばせるようになった。
なお、液晶画面の大きさ、発色数は、メインとサブ共に変更されておらず、UIも富士通製らくらくホンシリーズの慣例通り、変更されていない。
| 主な対応サービス           | 主な対応サービス                    | 主な対応サービス         | 主な対応サービス             |
| -------------------------- | ----------------------------------- | ------------------------ | ---------------------------- |
| DCMX／おサイフケータイ     | うた・ホーダイ                      | 着うたフル／着うた       | デジタルオーディオプレーヤー |
| 直感ゲーム／メガiアプリ    | Music&Videoチャネル／ビデオクリップ | 3Gローミング             | プッシュトーク               |
| FOMAハイスピード           | GPS／ケータイお探し                 | デコメール／デコメ絵文字 | iチャネル                    |
| 着もじ                     | テレビ電話／キャラ電                | 電話帳お預かりサービス   | フルブラウザ                 |
| おまかせロック／バイオ認証 | 外部メモリーへiモードコンテンツ移行 | トルカ                   | iC通信                       |
| きせかえツール／マチキャラ | バーコードリーダ／名刺リーダ        | 2in1                     | エリアメール                 |

1. ↑  ナビゲーション利用の場合はパケット定額に関わらずパケット通信は無料。
2. ↑  テンプレートでの作成のみ対応。
3. ↑  カメラを使ったデジタル眼鏡にも対応。

### インストールiアプリ
- ケータイ能力ストレッチング らくらく版

東北大学川島隆太教授監修の脳トレーニングゲーム
- 地図アプリ for らくらくホン
- 電子コンパスアプリ
- 健康生活日記

タニタの健康応援ネット「からだカルテ」と連携している。同サービス対応の体組成計・血圧計との連携が可能である。
- メモ
- Gガイド番組表

### 注意事項
防水機構を有しているため、他の同様機種と同じく、2年ごとにドコモショップで性能維持のために分解点検修理を受けなければならない。経費については全額ユーザー負担となる。

## 歴史
- 2009年X月X日：技術基準適合証明 (TELEC)通過
- 2009年5月29日：電気通信端末機器審査協会 (JATE)通過（認定番号：A09-0186001）
- 2009年7月28日：開発を発表
- 2009年8月7日：発売開始